# غوران ميلوشيفيتش
غوران ميلوشيفيتش هو لاعب كرة قدم صربي في مركز الدفاع، ولد في 9 يوليو 1972 في زمون ‏ في صربيا. لعب مع إسبانيول وريال جيان ونادي فويفودينا ونادي لاردة.

## وصلات خارجية
- غوران ميلوشيفيتش على موقع قاعدة بيانات كرة القدم.إي يو (الإنجليزية)